# Ревилья-Хихедо
Реви́лья-Хихе́до (исп. Islas Revillagigedo) — группа островов в Тихом океане, административно принадлежащих мексиканскому штату Колима.
Самые крупные острова — Сокорро, Сан-Бенедикто, Рока-Партида и Кларион. Все острова имеют вулканическое происхождение. В 2016 году острова включены в Список объектов всемирного наследия ЮНЕСКО, так как прибрежные воды островов служат местом обитания китов, дельфинов и акул.

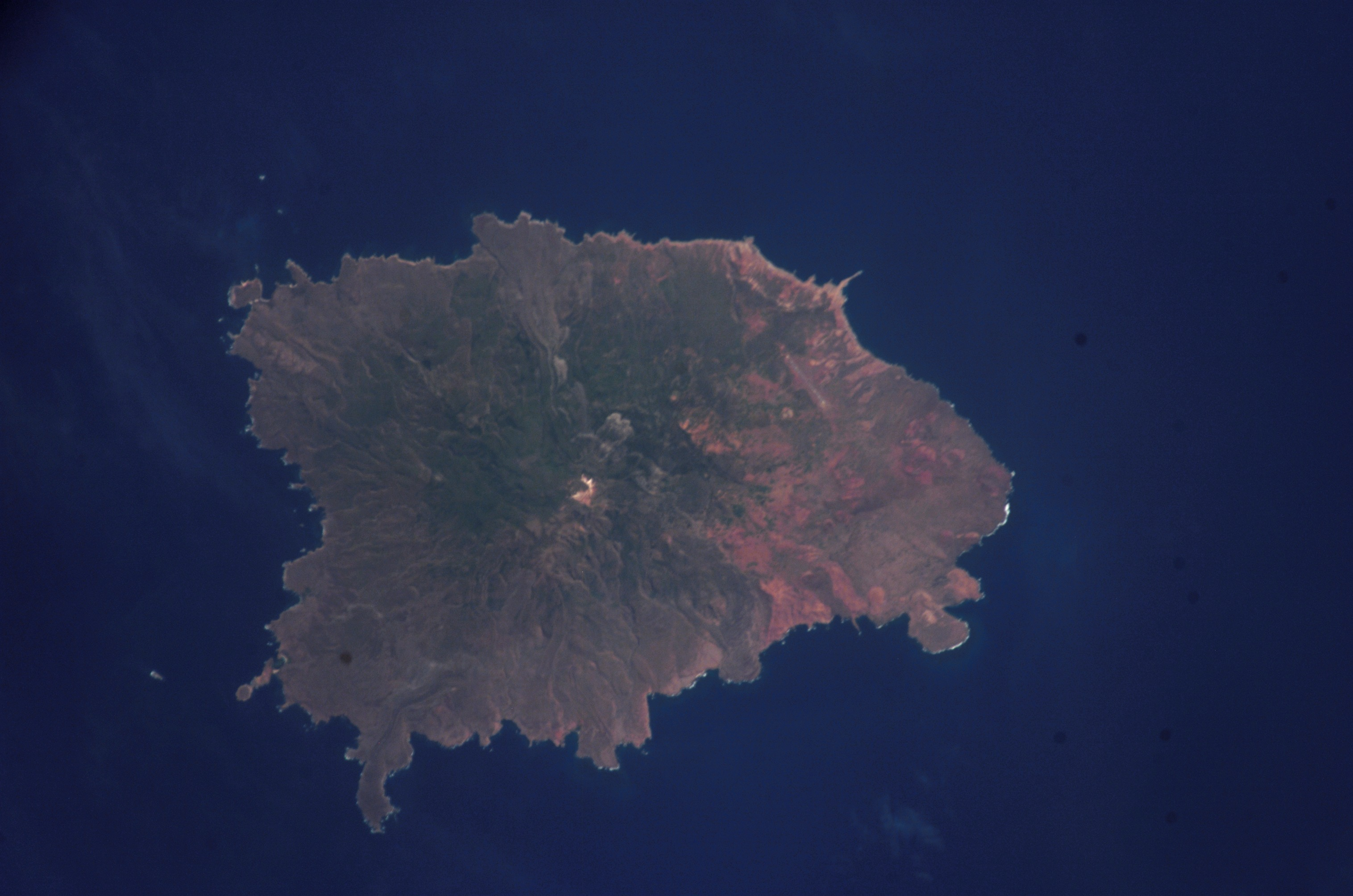
Соккоро — один из островов архипелага

| Острова                    | Территория, (км²) | Наивысшая точка, (м) |
| Внутренние острова (UTC-7) |                   |                      |
| Сан-Бенедикто              | 5,94              | 310                  |
| Сокорро                    | 132,06            | 1130                 |
| Рока-Партида               | 0,014             | 34                   |
| Внешние острова (UTC-8)    |                   |                      |
| Кларион                    | 19,80             | 335                  |
| Всего                      | 157,81            | 1130                 |